# Obština Pernik
Obština Pernik (bulharsky Община Перник) je bulharská jednotka územní samosprávy v Pernické oblasti. Leží v západním Bulharsku, v Pernické a Breznické kotlině a okolních pohořích. Správním střediskem je město Pernik, kromě něj zahrnuje obština 1 město a 16 vesnic. Žije zde necelých 90 tisíc stálých obyvatel.

## Sídla
- Batanovci[p 1][p 2]
- Bogdanov Dol[p 2]
- Bosnek
- Černa Gora[p 2]
- Čujpetlovo
- Divotino[p 2]
- Dragičevo[p 2]
- Golemo Bučino[p 2]
- Jardžilovci[p 2]
- Kladnica[p 2]
- Kralev Dol[p 2]
- Leskovec
- Ljulin[p 2]
- Meštica[p 2]
- Pernik[p 1] (sídlo správy)
- Planinica
- Raduj
- Rasnik[p 2]
- Rudarci[p 2]
- Selišten Dol
- Studena[p 2]
- Viskjar
- Vitanovci[p 2]
- Zidarci

Kromě výše uvedených jsou v Perniku samosprávné čtvrti (kvartály) Bela Voda, Cărkva, Iztok a Kalkas.

## Sousední obštiny
| Růžice kompasu | Breznik   | Božurište      | Sofie   | Růžice kompasu |
| Růžice kompasu | Kovačevci | Sever          |         | Růžice kompasu |
| Růžice kompasu | Kovačevci | Obština Pernik |         | Růžice kompasu |
| Růžice kompasu | Kovačevci | Jih            |         | Růžice kompasu |
| Růžice kompasu |           | Radomir        | Samokov | Růžice kompasu |

## Obyvatelstvo
V obštině žije 86 973 stálých obyvatel a včetně přechodně hlášených obyvatel 100 986. Podle sčítáni 1. února 2011 bylo národnostní složení následující:
- Bulhaři: 88 831 (97.4 %)
- Romové: 1 781 (2.0 %)
- Turci: 176 (0.2 %)
- ostatní: 458 (0.5 %)